# Canilhac
Canilhac – miejscowość i dawna gmina we Francji, w regionie Oksytania, w departamencie Lozère. W 2013 roku jej populacja wynosiła 173 mieszkańców. Przez Canilhac przepływa rzeka Lot. 
W dniu 1 stycznia 2016 roku z połączenia dwóch ówczesnych gmin – Banassac oraz Canilhac – utworzono nową gminę Banassac-Canilhac. Siedzibą gminy została miejscowość Banassac. 